# Kabylowie

Flaga Kabylów

Kabylowie (kabylski Leqbayel) – naród berberyjski, zamieszkujący głównie w północno-wschodniej Algierii i przygranicznych obszarach Tunezji (rejon Kabylia w Atlasie Tellskim), a także w diasporze, zwłaszcza we Francji. Według niektórych szacunków poza swą ojczyzną żyje nawet połowa całej populacji tego ludu, zaś łączna liczebność Kabylów szacowana jest na ok. 5–6 mln osób.
Posługują się głównie językiem kabylskim, czasem też arabskim. Niemal wszyscy wyznają islam sunnicki, istnieje wśród nich też niewielka mniejszość chrześcijańska.

## Historia
Kabylowie stanowią wyraźnie wyodrębnioną wśród Berberów grupę narodową zamieszkującą prawdopodobnie od czasów rewolucji neolitycznej obszary górskie w dzisiejszej północno-wschodniej Algierii i przygranicznych obszarach Tunezji (dzisiejszy rejon Kabylia w Atlasie Tellskim). Używana w większości języków nazwa tego ludu wywodzi się od arabskiego słowa al-kabajel (plemiona), sami Kabylowie określają się mianem Leqbayel. Zamieszkiwane przez nich góry stanowiły zawsze obszar ucieczki przed agresorami. Byli nimi Fenicjanie, Rzymianie, Wandalowie, czy Bizantyjczycy. Ostatecznie w VIII wieku tereny Kabylów podbili Arabowie, wywierając piętno na ich historii i zmuszając do przyjęcia islamu. Od VIII wieku na terenach Kabylii żyły grupy ludności wyznające islam i chrześcijaństwo. W latach kolejnych liczba chrześcijańskich Kabylów malała i dziś religię tę wyznaje jedynie nieliczna ich grupa.
Od VIII wieku do 1830 roku Kabylowie stanowili ludność drugiej kategorii, po Arabach, a później Turkach, sprawujących tam władzę od XVI wieku.

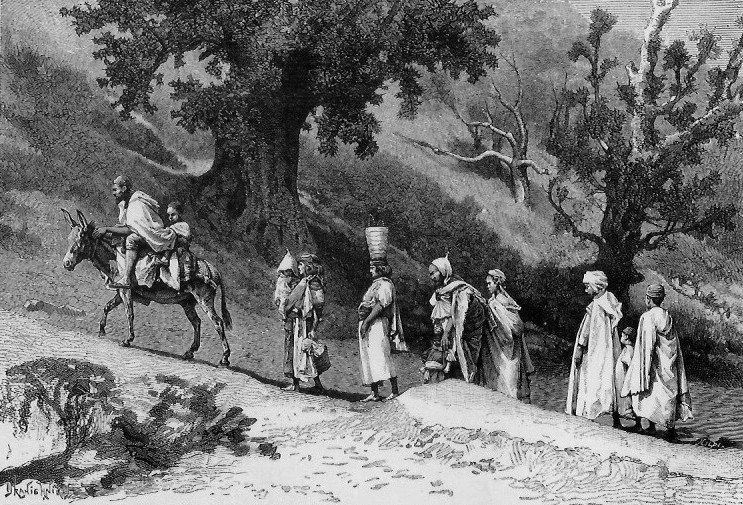
Kabylska rodzina (1887)

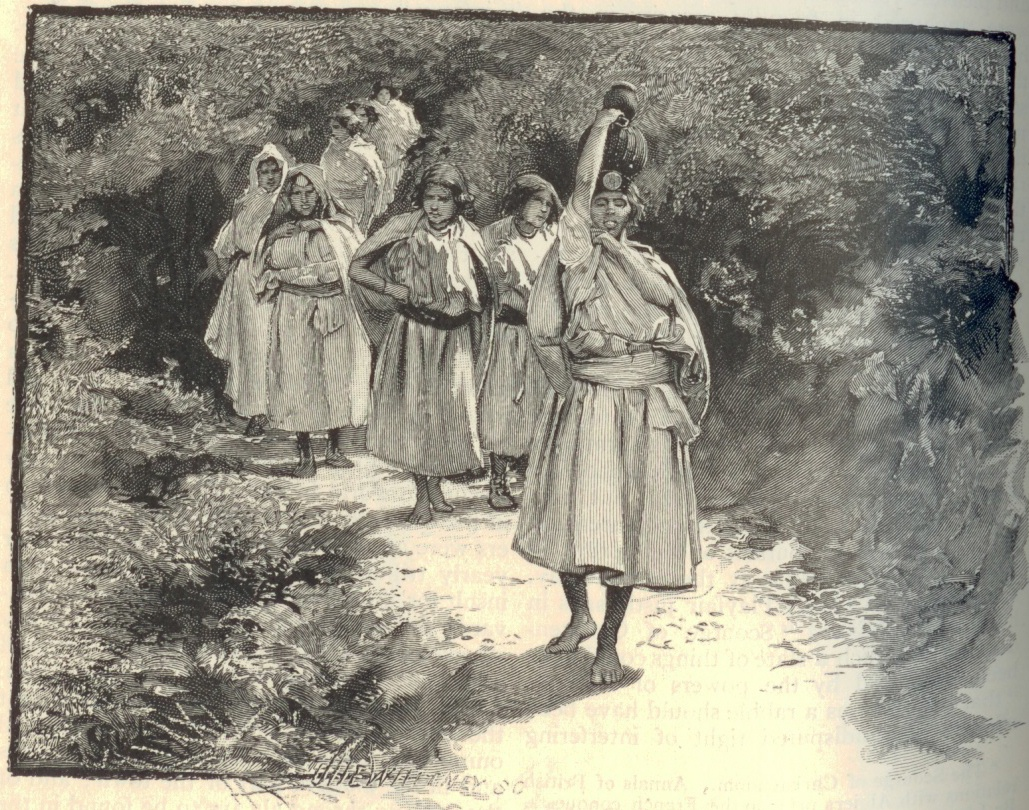
Kabylskie kobiety ok. 1886

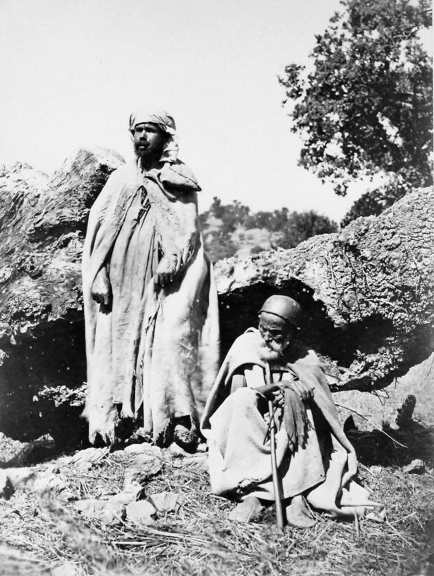
Pasterze kabylscy ok. 1884

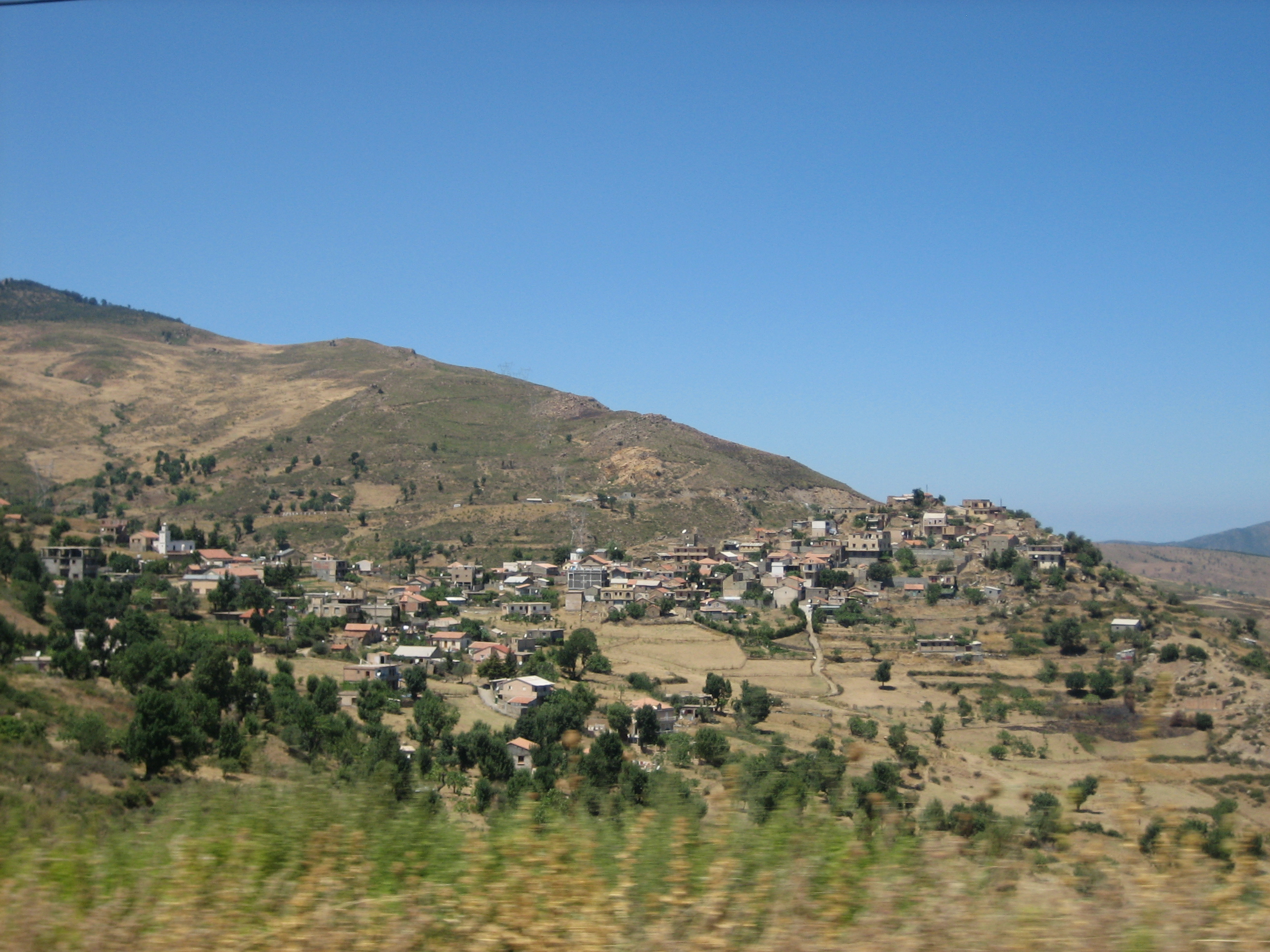
Wioska kabylska

Dzieje Kabylów zmieniła dopiero akcja podboju Algierii przez Francuzów. Początkowo nie byli niepokojeni, a część z nich zaczęła współpracę z najeźdźcami (patrz → żuawi). Z czasem jednak stali się obiektem zainteresowania Francji. Po ustanowieniu w Algierii francuskiej administracji i narzuceniu na ludność podatków doszło do wybuchu powstania, które ogarnęło też Kabylię. Jego przywódcą został Abd al-Kadir. Walki trwały do 1847 roku.
Po zakończeniu powstania Kabylia stała się już integralną częścią metropolii. Dla ludności kabylskiej rządy francuskie były szansą na awans ekonomiczny, socjalny i kulturalny. Wielu Kabylów wykorzystało to, migrując w poszukiwaniu pracy do miast na wybrzeżu, bardzo dużo osiedlało się we Francji. Kabylia, ze względu na ciężkie warunki życia, nie była kolonizowana przez Francuzów, stąd zachowała oryginalną kulturę, jak też towarzyszący jej system wartości. Bardzo surowe otoczenie kształtowało charakter mieszkańców. Kabylowie byli cenieni przez Francuzów za inteligencję, energiczne usposobienie, solidność i duże poczucie obowiązkowości. Na terenie Kabylii przed aneksją francuską istniało bardzo słabo rozwinięte rolnictwo. W czasach francuskich, by pozyskać miejscową ludność dla Francji, rozbudowano je, poprzez utworzenie przemysłu spożywczego. Zwiększyło to zapotrzebowanie na uprawiane tam figi, oliwki oraz winorośl. Zapotrzebowanie na te produkty rozwinęło rynek wewnętrzny i spowodowało szybkie wzbogacanie się miejscowej ludności i wzrost jej liczby. Szczególnie rozwinęło się Tizi Wuzu – miasto na wschód od Algieru. Mieszkańcami do dziś w większości są przede wszystkim Kabylowie. Miasto uchodzi też do dziś za centrum kulturalne Kabylii. Produkowano tam wina, owoce, soki. Dzięki bardzo sprawnemu zarządzaniu przez Kabylów własnym terytorium i wykorzystywaniu rynku zbytu w metropolii udało się zapewnić harmonijny rozwój gospodarczy, społeczny i kulturalny. Stopniowo rozwijała się ich kultura, zwłaszcza język. Zapoczątkowało to proces narodotwórczy. Język kabyle, by wyodrębnić się od zagrożenia arabizacją, przyjął alfabet łaciński.
Sytuacja Kabylów zmieniła się po uzyskaniu przez Algierię niepodległości. W czasie wojny z Francuzami w latach 1954–1962 na obszarach Algierii przewagę zdobył FLN – ugrupowanie o charakterze lewicowym i nacjonalistycznym. Określiło się ono jedynym reprezentantem Algierczyków – do których należeli nie tylko Arabowie, ale też Berberowie, Turcy, algierscy Żydzi, czy wreszcie stanowiąca ok. 15% ogółu ludność europejska. Spowodowało to podział wśród mieszkańców Kabylii. Część popierała FLN, gdzie zdobyła silną pozycję a spora grupa sympatyzowała z Francuzami. Rekruci – Kabylowie walczyli też przeciw FLN, które stosowało metody terrorystyczne w czasie walk z Francuzami, w szeregach wojska, oddziałów paramilitarnych, oraz Legii Cudzoziemskiej.
Kapitulację Francji w traktacie z Evian i wycofanie się jej z Algierii przyjęli z niedowierzaniem, a zwolennicy Francji wśród Kabylów stali się obiektem represji. Tragiczny zwłaszcza był powojenny los kabylskich żołnierzy walczących u boku Francuzów jako – harkis, magzhens na terenie Algierii, czy członków „komand myśliwskich” (Commando de Chasse) i Grup Samoobrony (GAD) w samej Kabylii. Represje były tak silne, że doprowadziły do zahamowania procesu narodotwórczego i emigracji najbardziej uświadomionej części narodu kabylskiego do Francji i próby zasiedlania miast, podjętej przez rząd, przez element arabski.
Po 1962 roku niepodległa już Algieria rozpoczęła budowę własnej tożsamości – wyraźnie arabskiej i socjalistycznej. Proces arabizacji wykluczył od razu z dostępu do administracji, oświaty, wojska i sądownictwa spore grupy ludności, w tym Kabylów. Zniszczył też szanowaną wcześniej przez Francję ich strukturę samorządową. W miejsce samorządu wprowadzano na ich terytoriach scentralizowaną administrację na wzór socjalistyczny. Nie mogąc się odnaleźć w nowej rzeczywistości, jak i nie mogąc awansować społecznie i rozwijać się ekonomicznie, sporo mieszkańców Kabylii wybrało z konieczności emigrację. We Francji, gdzie osiedlali się najchętniej szczególnie w latach 70. XX wieku, mieszka prawie 50% wszystkich Kabylów. Stopniowo poprzez fatalne administrowanie, wzrost obecnej we władzach korupcji i centralnie sterowanie gospodarką, nie uwzględniające interesu społeczności lokalnej nastąpiło wśród Kabylów coraz bardziej widoczne rozczarowanie algierską państwowością. Dodatkowym czynnikiem była polityka unifikacji obywateli Algierii. Zaczęto wprowadzać klasyczny arabski, nieznany szerzej nie tylko wśród Arabów, ale wręcz znikomo wśród Kabyli posługujących się własnym językiem tamazight.
W marcu 1980 roku nastąpiło wydarzenie, które symbolicznie uznaje się za przełom we wzajemnych relacjach rządu i Kabyli. Na uniwersytecie w Tizi-Wuzu, stolicy Kabylii władze odwołały wykład o starokabylskiej poezji. Nazajutrz ponad półtora tysiąca studentów zebrało się pod lokalną siedzibą rządzącej partii domagając się równego statusu dla ich języka. Zapoczątkowało to falę strajków, a później zamieszek, które szybko rozprzestrzeniły się do innych miast Kabylii i do Algieru. W dniu 20 kwietnia 1980 roku rząd Algierii zdecydował się na stłumienie siłą protestów. W nocy na uczelnie i do wszystkich zakładów, których pracownicy przyłączyli się do strajku, wtargnęły oddziały policji. Strajkujących bito, szczuto psami i aresztowano, a część zabito.
Arabizacja w konsekwencji przybrała na sile w 1981 roku, ponieważ Kabylowie stali się osobami postrzeganymi jako potencjalne zagrożenie dla państwa. Utworzono wówczas Najwyższą Radę ds. Arabskiego Języka Narodowego. Szykany wobec Kabylów przybierały na sile wszędzie, a ich widownią stały się zwłaszcza uczelnie wyższe, gdzie dochodziło do otwartych protestów studentów – Kabyli przeciw zmuszaniu ich do posługiwania się klasycznym arabskim w rozmowach towarzyskich. Arabizacja stała się procesem nasilonym na terenach górskich, zdominowanych przez Kabylów.
Masowa emigracja Kabylów nie oznaczała utraty kontaktów z ich ojczyzną. Pamiętali o niej cały czas. Inwestowano w niej zarobione pieniądze. Kapitał przywożony przez emigrantów z Francji spowodował rozwój miejscowej gospodarki, sparaliżowanej po utracie rynku metropolii. Rozwinęło się zwłaszcza budownictwo, kamieniarstwo, oraz usługi i handel. Kabylię zaczęto nazywać „Małą Szwajcarią”. Dopływ kapitału w latach 60. i 70. XX wieku spowodował wzmocnienie ekonomiczne lokalnej społeczności i silniejsze artykułowanie swoich poglądów na politykę czy system społeczny. Cechą charakterystyczną jest ich pogląd, że wszystkim powinien zajmować się samorząd i tam powinny zostawać płacone przez obywateli podatki, silny demokratyzm oraz antyislamistyczna orientacja polityczna, która w Algierii przysparza im wielu zaciekłych wrogów. Nie tylko w obozie fundamentalistycznym, ale także wśród nomenklatury, której przedstawicielem jest obecny prezydent Algierii, generał Abdelaziz Buteflika, dzierżący najwyższe funkcje partyjne i państwowe od odzyskania niepodległości w 1962 roku.
Po 1962 roku życie polityczne Kabylii było zdominowane przez osobę Ait Ahmeda, który wsławił się już w latach pięćdziesiątych, podczas krwawej wojny z Francuzami o niepodległość Algierii. Po powstaniu Algierii jako państwa niepodległego polityk ten przegrał walkę o władzę w Algierii z narodowcami, podobnie jak prozachodni liberałowie skupieni wokół Muhammada Budiafa i umiarkowani tradycjonaliści z obozu Ferhat Abbasa. Kiedy po 1988 roku nastąpiła demokratyzacja, Ait Ahmed założył własną partię – Związek Sił Socjalistycznych. Podczas wyborów parlamentarnych 1991 roku, zakończonych triumfem skrajnych fundamentalistów islamskich, którzy zdobyli bezwzględną większość głosów, Związek Sił Socjalistycznych stał się po islamistach i narodowcach trzecią siłą polityczną Algierii. Wygrał na terenie Kabylii. Kabylowie okazali się obok silnie zeuropeizowanej inteligencji z Algieru przeciwnikami utworzenia w Algierii republiki islamskiej, zdecydowanie opowiadając się za świeckim ustrojem i obecnym u nich równouprawnieniem kobiet. Islamiści zostali odsunięci od władzy. Powstało GIA – Islamska Grupa Zbrojna prowadząca walkę metodami terrorystycznymi. Na terenie Kabylii wytępili ją doszczętnie sami Kabylowie.
Arabizacja prowadzona odgórnie doprowadziła do wyraźnego wyodrębnienia się Kabylów spośród ludności Algierii. Mając inną mentalność, inny system wartości, wychowani w kulturze pracy prowadzili bierny opór przeciw działaniom władz. Konsekwencją była działalność władz marginalizująca Kabylię i pomijanie jej przy ważniejszych inwestycjach i rozdziale środków państwowych, jak i próby kolonizacji przez element arabski miast Kabylii. W latach 80. i 90. stopniowo konflikt między Kabylami a państwem narastał. Czekano tylko na „iskrę”. Niewyjaśnione okoliczności śmierci uwielbianego przez wielu kabylskiego piosenkarza Lounes’a Matoub stały się w 1998 roku kolejnym zarzewiem konfliktu. Artysta nie krył się ze swoimi poglądami politycznymi i często wypowiadał się przeciwko polityce algierskiego rządu wobec mniejszości kabylskiej. Walczył też o równouprawnienie języka tamazight. W niedługi czas po śmierci Lounes’a Matouba, władze wprowadziły nakaz używania języka arabskiego w większości dziedzin życia publicznego. Dla Berberów był to kolejny powód do upomnienia się o swoje podstawowe prawa. Publiczne demonstracje nie przyniosły jednak oczekiwanych efektów.
W dniu 18 kwietnia 2001 roku w małym kabylskim miasteczku Beni Duala, podczas niewielkiej demonstracji przeciw polityce władz, policja zamordowała ucznia miejscowej szkoły średniej w tamtejszym komisariacie żandarmerii. Osiemnastoletni Berber oficjalnie został zatrzymany i oskarżony o chuligaństwo i zginął na skutek „nieszczęśliwego wypadku”. Oficjalnie chłopak umarł wskutek ran odniesionych „od serii z karabinu maszynowego, który nieszczęśliwie wypadł z ręki żandarma”. Dla Berberów wersja ta nie była przekonywająca i rozpętały się zamieszki. Mieszkańcy kabylskiej wioski podpalali samochody żandarmerii, obrzucili komisariat kamieniami oraz protestowali przed siedzibą władz lokalnych, a jego pogrzeb przerodził się w manifestację. Uczestniczyły w nim tysiące ludzi, którzy po ceremonii udali się pod komisariaty żandarmerii. Protesty w krótkim czasie zaczęły pojawiać się także w innych miejscowościach Kabylii. Zginęło wówczas około 80 osób, a 572 zostały ranne. Wiadomość ta podziałała na Kabylów jak „iskra na beczkę prochu”. Wybuchło spontaniczne powstanie przeciwko postkomunistycznemu rządowi prezydenta Butefliki. Demonstranci zniszczyli komisariaty policji, koszary armii, banki, gmachy administracji państwowej. Związek Sił Socjalistycznych został zbojkotowany. Stosowano ostracyzm wobec służby w wojsku i płacenia podatków. W miejsce organów administracji państwowej Kabylowie utworzyli samorząd, zgromadzenia wiejskie zwane „aarsz”. Wyłaniały one delegatów na zjazdy o szerszym zasięgu sejmiki regionalne. Delegaci zostali zobowiązani do posłuszeństwa instrukcjom nadawanym przez swoje społeczności przy pomocy przysięgi honoru i mogli być w razie jej złamania odwołani. W czerwcu 2001 roku rząd algierski stracił kontrolę nad Kabylią. Prezydent Buteflika zdecydował się na podjęcie negocjacji.
Kabylowie odmówili. Rząd stworzył organizację złożoną z kolaborantów pod nazwą El-Kser. Żądała ona wypuszczenia więźniów politycznych oraz całkowitego wycofania policji z terenów Kabylii, jej mieszkańcy ją zignorowali, a jej liderów obrzucono kamieniami, gdy próbowali perswazji wobec buntowników. Rząd przekupywał delegatów aarsz i w wielu wypadkach się to udawało, ale przekupionych delegatów ich zgromadzenia odwoływały. Nieprzekupnych zamykano w więzieniach jako zakładników, lecz apelowali oni do swoich społeczności o niepoddawanie się państwowemu terrorowi i zazwyczaj byli oni odbijani lub uwalniani nawet siłą.
Cechą kabylskiego powstania była żywiołowa niechęć do jakichkolwiek form władzy, obieralnej czy też nie. Przysięga honoru, składana przez delegatów aarsz zakazuje im jakiegokolwiek sprawowania władzy nad społecznościami.
W ciągu 2002 roku władze państwowe wielokrotnie próbowały spacyfikować zbuntowane obszary. Próby te nie odniosły zamierzonego efektu.
Abdelaziz Buteflika, który w wyborach 1997 roku był jedynym kandydatem na urząd prezydenta jest przeciwnikiem przyznania Kabylom autonomii. Niechętny jest też uznania języka kabylskiego za urzędowy. Wielu obserwatorów podkreśla, że Buteflika jest zabawką w rękach wojskowych, którzy wcześniej zgodzili się na jego kandydaturę. Pod naciskiem armii nie doszło do publicznych procesów osób odpowiedzialnych za masakry ludności cywilnej w połowie lat 90. Rozważający po kwietniowych wydarzeniach 2001 roku swoją ewentualną dymisję prezydent, został bardzo szybko odwiedziony od tego pomysłu. Szef sztabu generalnego, generał Mohammed Lamari, wytłumaczył prezydentowi, że „w obecnej sytuacji taka alternatywa nie może być rozważana”. Inny generał, Larbi Belkheir – formalnie szef gabinetu prezydenta, a zdaniem specjalistów „oko i ucho armii” – dodał, że odejście Butefliki może tylko pogorszyć sytuację. Wydarzenia z kwietnia 2001 roku przyczyniły się do nadania w kwietniu 2002 roku statusu języka narodowego dla tamazight. Nie oznacza to jednak, iż język Kabylów równy jest statusem oficjalnemu. W połowie 2003 roku władze zgodziły się też na wprowadzenie języka kabylskiego do szkół.
W 2004 roku nad Algierią znów jednak zawisło widmo zamieszek. Przedmiotem sporu stały się ponownie postulaty Kabylów o nadanie dla języka tamazight statusu oficjalnego języka Algierii na równi z arabskim. Władze zasłoniły się jednak dobrem ogółu. Premier Ahmed Ujahia przewrotnie uznał, że „ta sprawa dotyczy wszystkich Algierczyków” i że w związku z tym powinno odbyć się referendum ogólnokrajowe. Kabylowie odrzucili jednak taką możliwość. Przeciwni byli rozstrzyganiu spraw tożsamości narodowej przez głosowanie. Istotną rolę grały tu też najprawdopodobniej proporcje ludnościowe, gdyż Kabylowie, tworzący mniejszość narodową, nie mogliby liczyć na sukces. Uznanie suwerenności Kabylii najprawdopodobniej nie nastąpi szybko. Przemawiającą za tym przesłanką może być obawa przed nadszarpnięciem wciąż silnie funkcjonującego mitu arabskości, tym samym rozpadu państwa i utraty władzy przez rządzących.

## Sztuka
Ludność Kabylii trudniła się rolnictwem i rzemiosłem, w którym szczególne miejsce zajmowało garncarstwo. Ceramika kabylska cechuje się ładnym wykonaniem, przede wszystkim zaś oryginalnym sposobem zdobienia. Reprezentują ją świeczniki, dzbany, misy, wazony, jak również inne naczynia o przeznaczeniu użytkowym i dekoracyjnym. Wszystkie barwiono kolorową polewą, a następnie wypalano i dodatkowo pokrywano cienką warstwą szkliwa. Niezależnie od przeznaczenia przedmiotu zawsze stosowano trzy kolory: żółty, czerwony i czarny. Barwy te tworzyły geometryczny, precyzyjny wzór, będąc charakterystycznym znakiem rozpoznawczym kabylskich wyrobów garncarskich. Do ciekawszych wyrobów zaliczają się też noże zdobione geometrycznymi wzorami na rękojeści, czy wyroby jubilerskie ze srebra.

## Chrześcijaństwo w Kabylii
Według przyjętej w 1976 r. i zrewidowanej w 1996 r. konstytucji „islam jest religią państwową” (art. 2). Ponadto „wolność sumienia oraz wolność przekonań są nienaruszalne” (art. 36). Należy zaznaczyć, że w ordynacji sądowej w Algierii nie istnieje przestępstwo apostazji. W tym 33-milionowym kraju chrześcijanie są bardzo nieliczni, jednak od lat 90. obserwuje się falę przechodzenia muzułmańskich Algierczyków na chrześcijaństwo, szczególnie w Kabylii. Konwersje budzą niepokój władz lokalnych i muzułmańskich przywódców religijnych. Tylko w pierwszej połowie 2008 r. zamknięto 30 kościołów, a dziesiątki chrześcijan zostało aresztowanych za „prozelityzm”. W maju 2008 r. zamknięto połowę z 52 kościołów protestanckich. Reszta otrzymała pisemny nakaz zakazujący działalności do końca 2008 roku.
Algieria jest krajem prawie całkowicie muzułmańskim, a wyjątkiem są chrześcijanie miejscowi, zwłaszcza w regionie Kabylii. Pierwsze znaki obecności Kościoła w Algierii pochodzą z końca II wieku, są to przede wszystkim świadectwa męczenników.
Wielką znaną figurą Kościoła ówczesnego jest św. Augustyn z V wieku. Kościół był wówczas bardzo rozwinięty z setkami biskupstw na całym terytorium Algierii. Chrześcijanie ówcześni byli prześladowani przez ariańskich Wandalów, potem podczas dominacji Bizancjum Kościół odebrał trochę swoich dóbr. W VII wieku pierwsze ekspedycje arabsko-muzułmańskie znowu powodują, że między VII a XII wiekiem obecność chrześcijańska stopniowo zanika, zostając w formie ograniczonej wśród Kabylów. Dopiero kolonizacja francuska w 1830 roku przyniosła ze sobą nowy obraz chrześcijaństwa; powstały nowe biskupstwa. Dużą rolę odegrał Kościół również w czasie wojny o niepodległość, głosząc braterską miłość, prawa dla ubogich i dialog. Od 1990 kraj znowu popada w bezład i terroryzm. 100 tys. ludzi zostało zabitych lub zginęło, między innymi 19 zakonników i zakonnic oraz biskup Oranu Pierre Claverie i Trapiści z Tibhirine. Od czasu niepodległości wspólnota chrześcijańska stała się mniej liczna i tworzą ją szczególnie Kabylowie, w regionie północnym, pochodzący z wiosek, które przechowały katolicyzm mimo szykan i jeszcze z całych wiosek chrzczonych przez misjonarzy pochodzących ze Zgromadzenia Ojców Białych za czasów kolonizacji francuskiej. Nowo nawróceni w większości żyją dyskretnie i przychodzą na modlitwę do rozsianych gdzieniegdzie małych wspólnot. Ich życie nie jest łatwe w środowisku całkowicie muzułmańskim, ale pełnią oni specjalną misję w swoich rodzinach i społeczeństwie. Są też trzy oficjalne kościoły: bazylika Matki Bożej Afryki w Algierze oraz kościoły w Annabie (Hipponie) i Oranie. co ciekawe – do algierskiej bazyliki przychodzi wiele muzułmanek wraz z rodzinami, by oddawać cześć Maryi, którą nazywają Laila Mariam.
Wyznania:
- muzułmanie – 99%
- ewangelikalni – 0,8%,
- pozostali chrześcijanie – 0,2%.

## Mitologia
Itherther – pierwszy bawół w mitologii Kabylów. Ten lud z Algierii przechował w swych legendach elementy pojęć starożytnych ludów berberyjskich, które rozwijały się w Afryce Północnej przed najazdem arabskim (643–700). Początkowo na ziemi przebywał bawół Itherther i młoda jałówka Thamuaztz. Oboje wynurzyli się z ciemnego miejsca pod ziemią, zwanego Tlam i nie chcieli tam wracać. Ich potomek, młody byczek Achimi, uciekł i przybył do wsi, zbudowanej przez pierwszych ludzi. Gdy ci usiłowali go pojmać, wrócił pospiesznie do swych rodziców. Tymczasem mądra mrówka opowiedziała ludziom o młodym byczku, a jemu o innych zwierzętach. Choć sugerowała, że dla zwierząt lepsze jest służenie ludziom, którzy są w stanie odpędzić rozbójników i dostarczyć wiele pokarmu, Achimi nie skorzystał z tej rady. Powrócił natomiast do domu, związał się ze swą matką i niedawno urodzoną siostrą, a ojca swego wygnał. I oto Itherther zaczął tułać się w górach. Nie mógł zapomnieć krowy Thamuatz. Ilekroć ją sobie przypominał, jego nasienie wpadało do skalnego kielicha. Z tego nasienia słońce tworzyło zwierzęta – pierwszymi były gazele, a Itherther był dla nich matką. Wszystkie dzikie zwierzęta świata zrodziły się z owego kielicha, poza lwem. Według Kabylów bowiem pierwszym lwem był człowiek ludożerca.

## Znani Kabylowie i osoby kabylskiego pochodzenia
- Belaïd Abrika
- Isabelle Adjani
- Laurent Agouazi
- L'Algérino
- Salah Assad
- Karim Benzema
- Cyprian z Kartaginy
- Mustapha Dahleb
- Tahar Djaout
- św. Donat
- Kenza Farah
- Mouloud Feraoun
- Rachid Kaci
- Farid Khider
- Sheryfa Luna
- Mouloud Mammeri
- Yazid Mansouri
- Souad Massi
- Lounès Matoub
- Mélissa M
- Samir Nasri
- Mohand Ou Lhocine
- Daniel Prévost
- Rim’K
- Saïd Sadi
- Rachid Taha
- Karim Ziani
- Stéphane Ziani
- Zinédine Zidane